# Parkeisenbahn im Monarch Park
| Parkeisenbahn im Monarch Park von Oil City, Pennsylvania um 1901                      |                      |                           |                           |
| Armitage-Herschell-Dampflokomotive im Monarch Park                                    |                      |                           |                           |
| Spurweite:                                                                            | 381 mm (Liliputbahn) |                           |                           |
|                                                                                       |                      |                           |                           |
| \| \| \| \| \| \| \| \| Haltepunkt mit Wasserkran \| \| \| \| \| \| \| \| \| \| \| \| |                      |                           |                           |
| Strecke von links · Strecke von rechts                                                |                      |                           |                           |
| Strecke · Haltepunkt / Haltestelle                                                    |                      | Haltepunkt mit Wasserkran | Haltepunkt mit Wasserkran |
| Strecke · Strecke                                                                     |                      |                           |                           |
| Strecke nach links · Strecke nach rechts                                              |                      |                           |                           |

Die Parkeisenbahn im Monarch Park war um 1901 eine Liliputbahn mit einer Spurweite von 15 Zoll (381 mm) in Oil City, Pennsylvania.

## Betrieb
Die Parkeisenbahn wurde von einer Dampflokomotive gezogen, die wie eine normalspurige Dampflok aussah. Die Lokomotive und ihr Tender waren maßstäblich verkleinert, die offenen Personenwagen hatten aber kein Vorbild. Neben den Lokführern Charlie Thomas und Dick O’Neil war der kleinwüchsige George Hawks bei den Fahrgästen besonders beliebt. Die Züge fuhren auf einer kreisförmigen Strecke mit T-förmigen Schienen mit einem Metergewicht von 4 kg auf Miniatur-Schwellen.

## Lokomotive
Die Liliputlokomotive wurde um 1901 von der Armitage-Herschell Company in North Tonawanda im Niagara County im Bundesstaat New York gebaut, als sich Parkeisenbahnen zunehmender Beliebtheit erfreuten. Die Lokomotiven dieses Herstellers konnten bis zu zehn Personenwagen mit Sitzplätzen für 40 Kinder oder 20 Erwachsene ziehen.